# Takfiri
Un takfiri (arabă تكفيريتكفيري takfīrī) este un musulman care îl acuză pe un alt musulman (sau adept al unei alte credințe avraamice) de apostazie. Acuzația în sine este numită takfir, termen derivat din cuvântul kafir (necredincios); pe scurt, prin takfir  "cel care este un musulman este declarat impur." Dacă o persoană (sau un grup) pretinde a fi musulman, dar refuza oricare dintre principiile de bază ale Islamului, atunci cel care îl declară (sau grup) kafir, nu este considerat ca takfiri. Acest lucru este folosit pentru grupuri, cum ar fi Ahmadiyya, care sunt considerate kafir de mulți musulmani pentru că ei neagă principiul de bază, Finalitatea Profeției. Acuzând alți musulmani de a fi takfiris a devenit o insultă sectară (folosită cel mai des de către musulmanii șiiți împotriva salafiștilor, wahhabiților, teroriștiilor sunniți și, în general, împotriva sunniților care susțin că șiiții sunt necredincioți și uciderea lor este halal), în special de la izbucnirea Războiului Civil Sirian în 2011.
În principiu, singurul grup autorizat să declare un membru al unei religii avraamice un kafir (necredincios) este ulema, și acest lucru se face numai după ce toate măsurile legale de precauție prevăzute au fost luate. Cu toate acestea, un număr tot mai mare de grupuri wahhabite / salafiste, clasificate de către unii cercetători ca takfiri-wahhabite, s-au despărțit de ortodocși metoda ortodoxă a de stabilire takfirilor prin procese Sharia. Și-au rezervat pentru ei înșiși dreptul de a declara orice musulman un apostat, precum și orice nemusulman.

## Clasificarea
Takfirii au fost clasificați de către unii comentatori drept ramifificații violente ale mișcării salafiste, dar, chiar dacă salafismul în celelalte țări este văzut ca o formă de 'islam fundamentalist', el nu este în mod inerent o mișcare violentă care încurajează terorismul. Takfiris, pe de altă parte, tolerează actele de violenta ca metode legitime de realizare a unor obiective religioase sau politice. Expertul în Orientul Mijlociu Robert Baer a scris că
"takfiri , în general, se referă la un musulman sunnit care vede lumea în alb și negru; există doar credincioși adevărați și necredincioși, fără nuanțe în între cele două categorii. Misiunea unui takfiri este de a recrea Califatul, dar într-o interpretare strict literală a Coranului."

## Sinuciderea
Viziunea takfiri despre sinucidere, de asemenea, diferă în mod semnificativ de cele ale islamului ortodox. Takfirii cred că cel care se sinucide în mod deliberat, în încercarea de a ucide dușmani, este un martir (shahid) și, prin urmare, merge direct în rai. Potrivit acestei viziuni, toate păcatele sunt iertate atunci când o persoană este martirizată, dându-i-se permis în alb pentru uciderea fără discriminare de non-combatanți, de exemplu. Un exemplu de astfel grup takfiri terorist este Emiratul Caucazian.

## Opinii în cadrul Islamului
Adversarii takfirilor de multe ori îi văd pe aceștia ca fiind replici moderne ale Khawarij-ilor, sectă islamică a secolului VII, care au purtat război împotriva Califatului.

## În mass-media
Termenul takfiri a fost adus atenția publicului mondial de către jurnalistul BBC de investigație Peter Taylor, în 2005 în serialul de televiziune Noua Al-Qaeda.